# Рудолф фон Мекленбург-Щаргард
Рудолф фон Мекленбург-Щаргард (на немски: Rudolf von Mecklenburg-Stargard; † между 27 юли и 27 декември 1415) от фамилията на херцозите на Мекленбург-Щаргард, е епископ на Скара (1387 – 1389) и като Рудолф III епископ на Шверин (1391 – 1415).

## Живот
Той е син на херцог Йохан I фон Мекленбург-Щаргард († 1392/1393) и третата му съпруга графиня Агнес фон Линдау-Рупин († пр. 1402), вдовица на Николаус IV фон Верле, дъщеря на граф Улрик II фон Линдов-Рупин († 1356) и принцеса Агнес фон Анхалт-Цербст († 1352). Неговите братя са Йохан II († 1416), Улрих I († 1417) и Албрехт I († 1397).
Рудолф следва през 1382 г. право в Прага. Папа Урбан VI го издига на 20 март 1387 г. на епископ на Скара в Швеция. От 1364 г. там управлява братовчед му, Албрехт III фон Мекленбург, като крал на Швеция. През 1389 г. Маргарета от Дания-Норвегия побеждава крал Албрехт III и го пленява. Епископ Рудолф също е пленен за кратко време. След освобождението му той не остава за дълго в Швеция. Папа Бонифаций IX го мести в Шверин, където става епископ до смъртта си.
Той продава имоти, за да освободи братовчед си от затвора, което води през 1397 г. до въстание на катедралния капител. Епископът загубва влиянието си и живее в допълнителната си резиденция в Щралзунд. През 1399 г. той се сдобрява с катедралния капител, но конфликтът трае до 1401 г.
Рудолф умира между 27 юли и 27 декември 1415 г. и е погребан в манастир Доберан по негово желание в „старата княжеска гробна капела“.